# Марзоев, Казбек Хадзмуссаевич
Казбек Хадзмуссаевич Марзоев (1926—1991) — председатель колхоза имени Коста Хетагурова Ардонского района Северо-Осетинской АССР. Герой Социалистического Труда и делегат XXIV съезда КПСС (1971 год).

## Биография
Казбек Марзоев родился 3 июля 1926 года в селении Кирово Северо-Осетинской автономной области РСФСР (ныне Ардонский район Республики Северная Осетия-Алания) в крестьянской семье. В 1943 году окончил 9 классов средней школы в селении Кирово и начал трудиться учётчиком тракторной бригады в Ардонской машинно-тракторной станции. В 1947—1948 годах учился на курсах бухгалтеров в городе Орджоникидзе (ныне Владикавказ), после окончания курсов работал секретарём Садонского поселкового Совета и бухгалтером Садонской средней школы (посёлок Галон Алагирского района).
В 1950—1951 годах Казбек Марзоев служил в рядах Советской Армии, а после работал главным бухгалтером колхоза имени Косты Хетагурова. С 1954 по 1956 год учился в Осетинской сельскохозяйственной школе, а в 1956—1957 годах учился в республиканской совпартшколе. В 1957 году вступил в Коммунистическую партию Советского Союза. В 1957 году он был избран председателем колхоза имени Хетагурова в селе Кирово. В 1970 году окончил экономический факультет Горского сельскохозяйственного института.
30 апреля 1966 года указом Президиума Верховного Совета СССР за успехи, достигнутые в увеличении производства и заготовок подсолнечника, льна, конопли, хмеля и других технических культур Казбеку Хадзмуссаевичу Марзоеву присвоено звание Героя Социалистического Труда с вручением ордена Ленина и золотой медали «Серп и Молот».
Казбек Марзоев руководил колхозом имени Коста Хетагурова. С 1984 по 1986 год работал заместителем председателя Госкомсельхозтехники Северо-Осетинской АССР. В 1986 году назначен начальником подотдела Госагропрома Северо-Осетинской АССР по транспорту. С 1989 года возглавлял пчелосовхоз «Беканский».
Казбек Марзоев активно участвовал в общественной жизни, избирался членом Ардонского райкома КПСС. В 1971 году был делегатом XXIV съезда КПСС. 23 августа 1991 года Марзоев скончался и был похоронен на Аллее Славы в городе Владикавказ. Одна из улиц селения Кирово была названа в честь Казбека Марзоева.

## Награды
- Орден Ленина, 30 апреля 1966 года
- Медаль «Серп и Молот», 30 апреля 1966 года
- Орден Трудового Красного Знамени, 8 апреля 1971 года